# Deface the Music
Deface the Music è il quinto album in studio del gruppo musicale statunitense Utopia, pubblicato nel 1980.

## Tracce
1. I Just Want to Touch You – 2:00
2. Crystal Ball – 2:00
3. Where Does the World Go to Hide – 1:41
4. Silly Boy – 2:20
5. Alone – 2:10
6. That's Not Right – 2:37
7. Take It Home – 2:53
8. Hoi Poloi – 2:33
9. Life Goes On – 2:21
10. Feel Too Good – 3:04
11. Always Late – 2:22
12. All Smiles – 2:27
13. Everybody Else Is Wrong – 3:38